# Lionheart (Fearless)
Lionheart (Fearless) is een nummer van de Britse dj Joel Corry en de Britse singer-songwriter Tom Grennan uit 2022.
"Lionheart (Fearless)" gaat over onbevreesd zijn en dapper zijn als een leeuw. Corry probeert op het nummer terug te grijpen naar de EDM uit de vroege jaren '10, en zag het nummer als een "evolutie" van zijn geluid. De plaat werd een bescheiden hit in een aantal Europese landen. Zo bereikte het de 18e positie in het Verenigd Koninkrijk. In de Nederlandse Top 40 bereikte het de 16e positie, en in de Vlaamse Ultratop 50 de 20e.